# Jedrick Wills
Jedrick Wills Jr. (Lexington, 17 maggio 1999) è un giocatore di football americano statunitense che milita nel ruolo di offensive tackle per i Cleveland Browns della National Football League (NFL).

## Carriera universitaria
Wills disputò 11 partite nella sua prima stagione, partendo come titolare nella prima partita di Alabama contro Ole Miss. A fine stagione Alabama conquistò il campionato NCAA. L'anno seguente fu nominato tackle destro titolare. Quell'anno disputò tutte le 15 partite come titolare e fu premiato come offensive lineman della settimana per la sua prova nel settimo turno contro Missouri. Nell'ultima stagione fu inserito nella formazione ideale della Southeastern Conference.

## Carriera professionistica
Wills fu scelto nel corso del primo giro (10º assoluto) del Draft NFL 2020 i Cleveland Browns. Debuttò come professionista partendo come titolare nella gara del primo turno contro i Baltimore Ravens. Nel decimo turno fu premiato come miglior rookie della settimana dopo la sua prestazione contro gli Houston Texans. A fine stagione fu inserito nella formazione ideale dei rookie dalla Pro Football Writers Association.

## Palmarès
- Rookie della settimana: 1

10ª del 2020
- PFWA All-Rookie Team - 2020